# Mosquée de Gouyoulougue
 (février 2024).
La mosquée de Gouyoulougue (en azéri : Quyuluq məscidi) est un édifice religieux musulman situé à Choucha, en Azerbaïdjan,. 
La mosquée est située dans la rue Odjaggoulou du quartier Gouyoulougue de Choucha,. Elle était l'une des dix-sept mosquées en activité à Choucha à la fin du XIXe siècle,,. 